# Danmarks Nationalsocialistiske Arbejderparti

Symbool van de DNSAP

Danmarks Nationalsocialistiske Arbejderparti (Deens voor Nationaalsocialistische Arbeiderspartij van Denemarken), kortweg DNSAP, was een Deense nationaalsocialistische partij, voor en tijdens de Tweede Wereldoorlog.

## Geschiedenis
De partij werd op 16 november 1930 opgericht, na het verkiezingssucces van de Duitse nazi's van dat jaar.
De eerste leider was Cay Lembcke, die in navolging van Duitsland Fører genoemd werd. Hij werd echter in 1933 na een coup in het partijbestuur afgelost door Frits Clausen. De partij was een kopie van haar Duitse voorbeeld, en bewonderde Adolf Hitler. Ze nam ook de swastika en de Hitlergroet over. Een van de hoofdpunten van het partijprogramma was de etnische zuivering van de Joden, maar ze hebben nooit specifiek aangegeven hoe ze dat doel zouden bereiken.
Het kopiëren van het Duitse model voerde in 1936 tot een breuk in de partij, waarbij ongeveer honderd leden zich afscheidden onder dominee Anders Mailling, en een nieuwe partij vormden, het Dansk Folkefællesskab. 
In 1935 nam de DNSAP deel aan de verkiezingen voor het Deense parlement, het Folketing, maar kreeg slechts 16.000 stemmen, wat niet genoeg was om in het parlement te komen. In 1939 lukte het de partij om 31.000 stemmen te krijgen (1,8% van de uitgebrachte stemmen), en kwam met 3 zetels in het Folketing.
De Duitse bezetting na 9 april 1940 had een aanzienlijke ledentoename tot gevolg, waardoor het ledenaantal een hoogtepunt bereikte in april 1940 met 19.100 leden.
Aangemoedigd door de groei van de partij, probeerde de DNSAP in de zomer van 1940 met massale geüniformeerde demonstraties een machtsovername in het parlement voor te bereiden, maar ze werden gestopt door grote groepen van de bevolking van Kopenhagen die reageerden met het aanvallen van de demonstranten.
Omdat de geplande machtsovername niet doorging, raakte de partij gedemoraliseerd. In februari 1941 splitste de partij nogmaals, toen een van de drie parlementsleden uit de partij trad. Met de strijd van de Duitsers tegen de Sovjet-Unie vonden ze een doel waarachter ze de partij konden verenigen. Vanaf 1941 organiseerden zij het werven van Denen voor de Waffen-SS en het Frikorps Danmark die met de Duitsers aan het oostfront vochten.
Bij de verkiezingen voor het Folketing in 1943 kreeg de partij weliswaar 43.000 stemmen, maar ze kreeg niet meer zetels, omdat het totaal aantal uitgebrachte stemmen bij deze verkiezingen sterk toenam. De reden hiervoor was dat veel Denen deze verkiezingen beschouwden als een stemming over het voortbestaan van een gekozen parlement.
Hierna ging het bergafwaarts met de partij. Van april tot december 1943 verloor de partij 5000 leden. Ook leed de "Fører" Fritz Clausen in toenemende mate aan alcoholisme. Hij probeerde zijn reputatie te redden door zich aan te melden voor dienst aan het Oostfront, maar werd in plaats daarvan opgenomen in een ziekenhuis van de SS voor een ontwenningskuur. Ondertussen was er in Denemarken grote onenigheid in de partij over de mate waarin men de Duitsers zou moeten steunen, en verlieten veel leden de partij.
Na het einde van de Tweede Wereldoorlog verloor de partij alle steun onder de bevolking, maar enkelen probeerden de partij voort te zetten. In september 1951 werd de partij opnieuw opgezet onder leiding van Sven Salicath, maar werd steeds kleiner omdat de overgebleven actieve leden steeds ouder werden.